# اتحاد یمن
اتحاد یمن (عربی: الوحدة الیمنیة‎) در ۲۲ مه ۱۹۹۰، زمانی رخ داد که جمهوری دموکراتیک خلق یمن (یمن جنوبی) با جمهوری عربی یمن (یمن شمالی) متحد شد و جمهوری یمن را تشکیل داد.